# Jesper Krone
Jesper Krone Johansen (geboren als Jesper Krone Rasmussen) (* 30. März 1976 in Aarhus) ist ein dänischer Basketballtrainer und ehemaliger -spieler.

## Werdegang

### Spieler
Krone spielte ab 1983 in der Jugend des Vereins Aabyhøj IF. Später gehörte er zwei Jahre auch der Herrenmannschaft des Vereins an, ehe er im Alter von 18 Jahren in die Vereinigten Staaten ging. Er blieb fünf Jahre in dem Land, spielte für eine Schulmannschaft, dann für die Hochschulmannschaft des San Jose City College in Kalifornien sowie anschließend zwischen 1997 und 1999 für die Mannschaft der Fairleigh Dickinson University in New Jersey. An der Fairleigh Dickinson University spielte Krone an der Seite seines Landsmanns Jonas Buur Sinding.
Zur Saison 1999/2000 wechselte der 1,88 Meter große Aufbauspieler zum belgischen Erstligisten Wevelgem. Er kehrte anschließend in sein Heimatland zurück, spielte für die Bakken Bears, mit denen er 2001 dänischer Meister wurde. 2001/02 spielte er wieder für Aabyhøj IF. 2003 gewann er den dänischen Meistertitel mit BF Copenhagen. Mit der Hauptstadtmannschaft trat Krone ebenfalls im Europapokalwettbewerb FIBA Europe Champions Cup an, ehe der Verein Konkurs anmeldete. In der Saison 2003/04 war er Spieler des Erstligisten Team Sjælland. Krone war dänischer Nationalspieler und kam auf 19 Länderspiele.

### Trainer
Bereits im Jugendalter war Krone auch als Trainer beschäftigt, führte 1993 den Nachwuchs von Åbyhøj IF zum Gewinn der dänischen Meisterschaft. In Männerbereich begann er 2004 eine Tätigkeit als Spielertrainer des Erstligisten BK Amager. 2006 wurde die Mannschaft unter seiner Leitung dänischer Pokalsieger. Krone, der als bester Basketligaen-Trainer der Saison 2005/06 ausgezeichnet wurde, war bis 2007 bei dem Verein Trainer. Im Zeitraum 2007 bis März 2009 hatte er das Traineramt bei den SISU-Männern inne, Im April 2009 wurde er als neuer Trainer der Herrenmannschaft des Virum Basketball Klub vermeldet und blieb bis 2011 im Amt.
In der Saison 2011/12 war Krone Sportlicher Leiter der Hørsholm 79ers und arbeitete von 2012 bis 2014 beim Dänischen Basketball-Verband als Leiter der Talentförderung und Verantwortlicher der Jugendnationalmannschaften. In der Saison 2015/16 betreute er als Trainer die Damen des BK Amager und erhielt in diesem Spieljahr die Auszeichnung als bester Trainer der ersten dänischen Liga, Kvindebasketligaen.
2016 wechselte Krone innerhalb der Liga zu den Damen der Hørsholm 79ers. Im November 2017 wurde Krone zusätzlich zu seinen Aufgaben im Vereinsbereich dänischer Damen-Nationaltrainer. 2017 führte er Hørsholm in der dänischen Meisterschaft auf den zweiten Platz, 2018 dann zum Titel, Krone wurde als bester Kvindebasketligaen-Trainer des Spieljahres 2017/18 ausgezeichnet. 2018 führte er Dänemarks Damen zum Gewinn der Europameisterschaft der kleinen Länder. Er blieb bis 2021 in Hørsholm tätig und trat dann das Amt beim Kvindebasketligaen-Konkurrenten AKS Falcon an. AKS Falcon gewann unter seiner Leitung 2022 die dänische Meisterschaft sowie den Pokalwettbewerb. Krone erhielt hernach zum dritten Mal die Auszeichnung als Kvindebasketligaen-Trainer des Jahres. Im Februar 2023 beendete er seine Arbeit als dänischer Damen-Nationaltrainer wenige Tage nach einem als große Überraschung eingestuften Sieg in der EM-Ausscheidung über Montenegro. In der Saison 2022/23 führte er AKS Falcon erneut zum Gewinn des dänischen Meistertitels und entschied sich anschließend, eine neue Aufgabe anzutreten.
Im Mai 2023 wurde er als neuer Cheftrainer des Herren-Erstligisten BC Copenhagen verkündet. Er beendete seine Arbeit bei der Mannschaft mit dem Abschluss der Saison 2024/25.